# Crête à cayaux

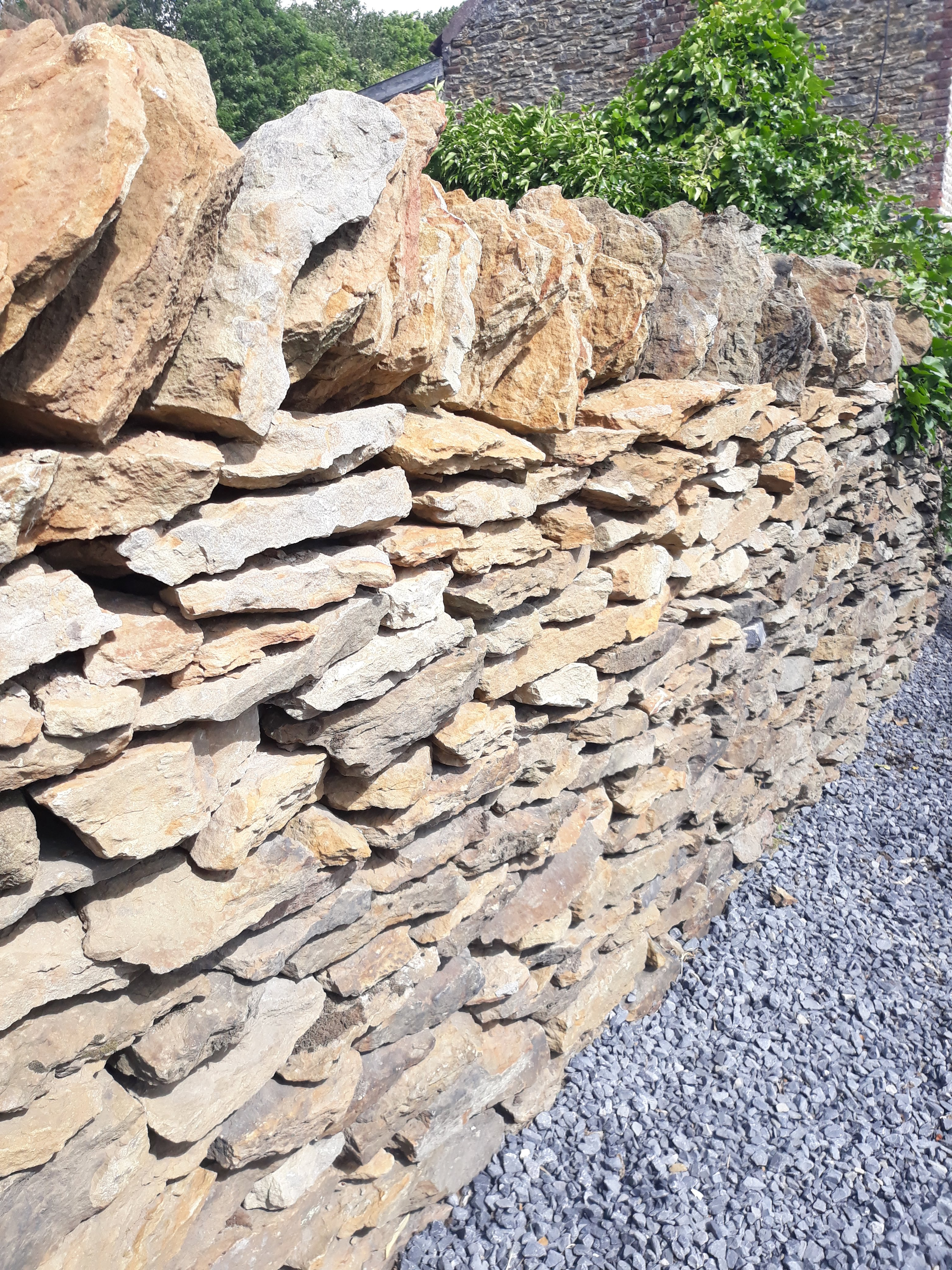
Mur à crête à cayaux

Les crêtes à cayaux sont des murs de clôture ou de soutènement au couronnement de pierres de chant, observables à Blaton, village de la commune de Bernissart dans le Hainaut occidental (Belgique). Maçonnés à sec ou au mortier de chaux, ils servent à délimiter des propriétés au quartier de la Montagne, le long des rues de l’Enfer, de la Montagne, de Condé, et Émile Zola. Un mur ancien, maçonné au mortier de chaux et long de 240 m, est visible le long du canal Blaton-Ath.

## Origine de l'appellation
Au sens premier, « crête à cayaux » (c'est-à-dire « crête à cailloux ») désigne en wallon picard un couronnement formé de pierres posées de chant. Par métonymie, l’expression en est venue à désigner l’ensemble du mur.

## Matériau
Les murs sont construits en « pierres de sable », c’est-à-dire en pierres de grès de Blaton, brutes, plates et irrégulières, dites localement « platoux », trouvées sur place. Ces pierres gréseuses servaient également dans les murs maçonnés des maisons.

## Extraction
Les habitants piochaient dans la roche affleurante pour en retirer les pierres plates destinées à monter les murs. Des trous d’exploitation sont encore visibles à la rue de l’Enfer, dernier lieu d’extraction, mais aussi dans les propriétés des habitants. Chaque trou avait un nom : « el trau Magnon », « el trau Bachy », etc.. Des archives du XVIIIe siècle relatent des travaux d’extraction de « platoux » dans l’ancienne sablière de la Grande Bruyère (« el Grand’ Bruyère »), aujourd’hui réserve naturelle, au sud-est du village.

## Typologie
Les murs à « crête de cayaux » sont de deux types :
- les murs de séparation (entre deux parcelles), aux deux faces visibles,
- les murs de soutènement (le long d’un talus), à une seule face visible[6].

## Technique de construction

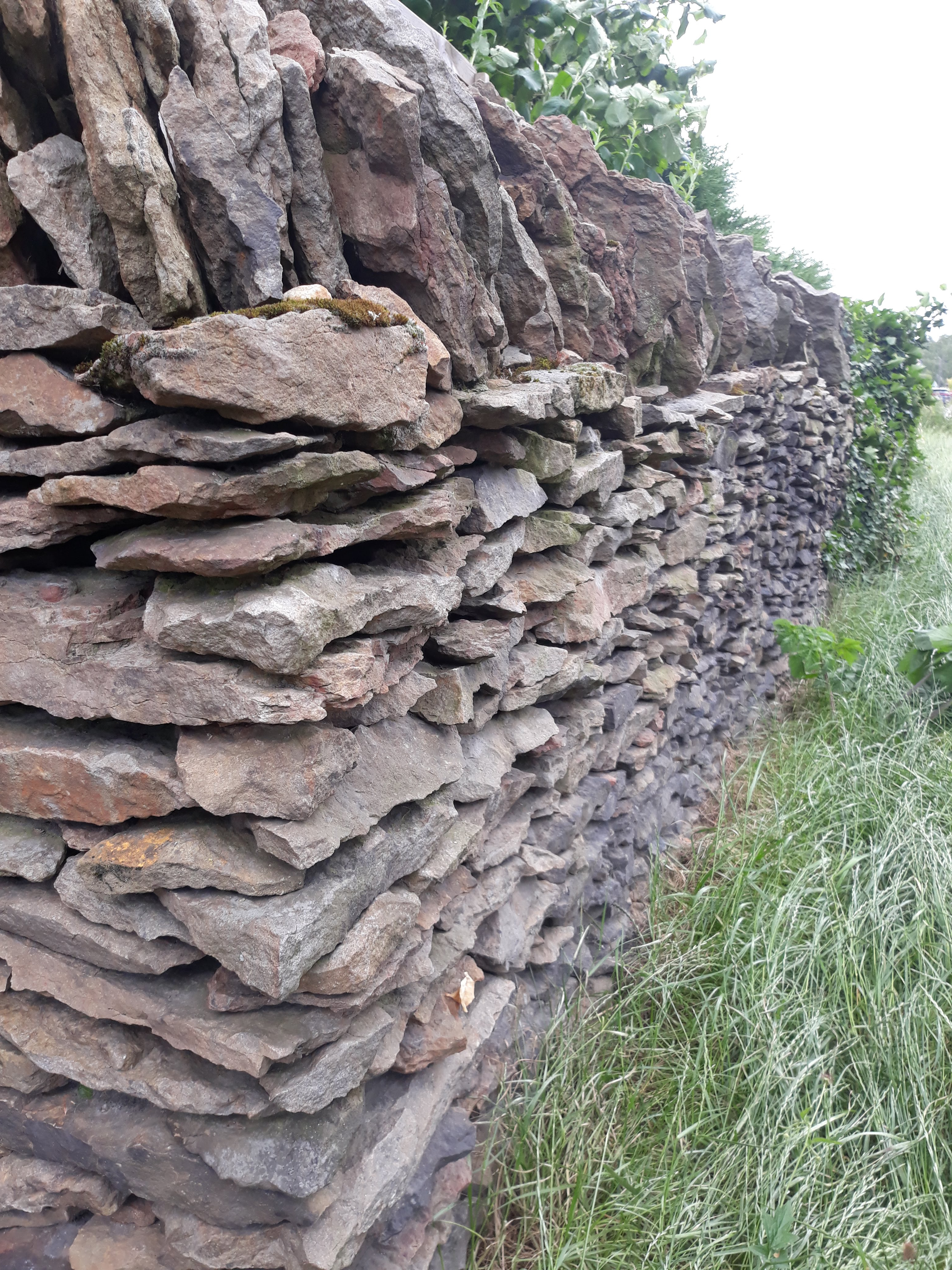
Détail d'un coin

Il n’existe pas de tradition écrite concernant la façon de monter les murs. La technique, qui était oubliée, a été ré-inventée à la fin des années 1990 par un ancien mineur, Théo Bruneel, ayant eu à démonter et remonter un mur frappé d’alignement. On place en parement le côté le plus rectiligne de la pierre. On donne aux deux parements du mur autonome un fruit de quelques centimètres par mètre. Dans le cas d’un mur de soutènement, seule la paroi visible est marquée par un fruit. Le couronnement est réalisé par la juxtaposition de pierres triangulaires plus grandes, posées de chant, à la verticale ou avec une légère inclinaison d’un côté ou de l’autre, ce qui donne au couronnement l’aspect d’une crête de coq, d’où l’appellation « crête à cayaux ».
La hauteur des murs de pierre sèche, crête comprise, est variable. Elle peut aller jusqu'à 1,50 m plus ou moins. Les murs maçonnés au mortier sont plus élevés que les murs à sec.

## Datation
Il s’agit de murs qui, souvent, datent d’avant la Première Guerre mondiale. Certains d’entre eux auraient été érigés vers la fin du XVIIIe siècle.

## Faune et flore

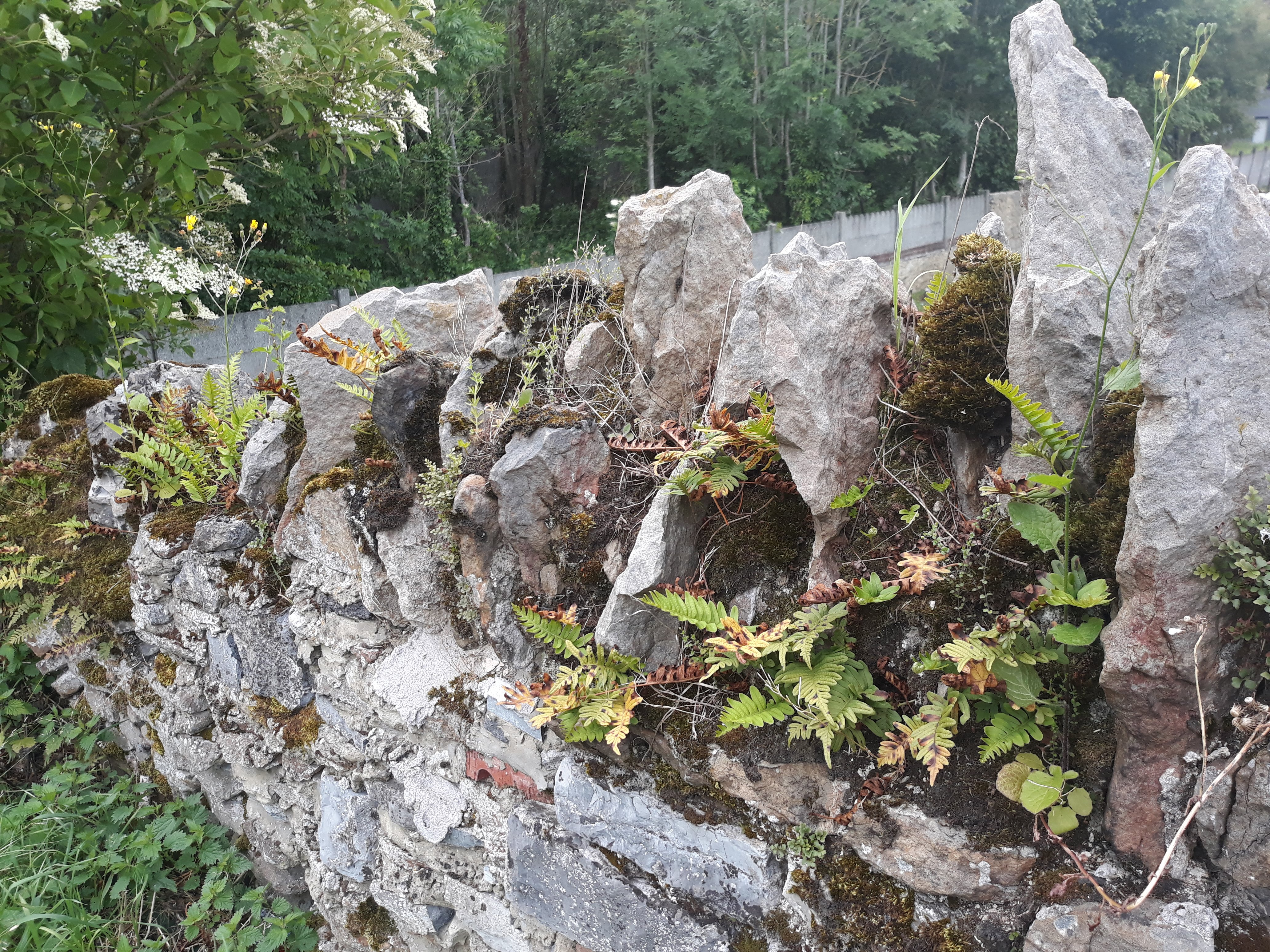
Crête à cayaux végétalisée.

Les cavités des murs servent de refuge à la petite faune tandis que parois et faîte peuvent se couvrir de plantes pionnières ou supérieures.

## Sauvegarde
En 1999, les murs de pierre sèche de Blaton n’étaient plus entretenus et avaient tendance à être cimentés, les propriétaires n’étant pas conscients de leur intérêt. Un inventaire, des chantiers de restauration et une mise en valeur de ce petit patrimoine ont été menés dans les années 2000 sous l'égide de Fondation rurale de Wallonie. Depuis 2010, les « crêtes à cayaux » sont inscrites dans la liste du « petit patrimoine populaire wallon ». Afin de mettre en valeur les murs restaurés dans les années 2000, un circuit des « crêtes à cayaux » a été établi.